# Sens interdits (film)
 Pour plus de détails, voir Fiche technique et Distribution
Sens intrdits est un film pornographique français, réalisé par Jean-Luc Brunet, sorti en 1985.

## Synopsis
Engagé par une sulfureuse cliente fort fortunée, un détective enquête sur le cas de Diana, une chanteuse de night-club. 
Pour la suivre, il lui offre un briquet dissimulant un émetteur, ce qui lui permet de constater que Diana est la maitresse dominatrice de Freddy, un homme marié, lui-même  trompé par sa femme avec un jeune-homme qui lui fait découvrir la sodomie. 
Un soir, impuissant, le détective assiste à l'enlèvement de Diana par deux malfrats agissant sous les directives d'un motard mystérieux…

## Fiche technique[1]
- Titre : Sens interdits
- Réalisation : Jean-Luc Brunet
- Scénario : Jean-Luc Brunet
- Producteur : Max Alestchenkoff
- Musique : James Vidal
- Pays d'origine :  France
- Genre : film pornographique
- Durée : 88 minutes
- Date de sortie : 6 novembre 1985 (France)
- Distribution : Colmax Production
- Pour adultes

## Distribution[2]
- Marilyn Jess : Diane Cleatow
- Yves Callas : Detective Bob Lane
- Olivier Mathot : Freddy Raclay, Amoureux de Diane.
- Dominique Saint Claire : Edwige Racklay
- Marianne Aubert : Tatiana Racklay
- Diane Suresne : Cynthia, l'assistante du detective Bob Lane
- Gabriel Pontello : Raoul, amant d'Edwige
- André Kay : Employé du gaz
- Jacky Arnal : Gangster
- Christopher Clark : 2ème Gangster